# Dirrã marroquino
O Dirrã, direme, dirame, dirém ou dinheiro marroquino (em árabe: درهم‎; romaniz.: dirham) é a moeda oficial de Marrocos (código ISO 4217: MAD, símbolo DH), que se divide em 100 cêntimos.
No mercado, estão disponíveis notas de: 200 DH, 100 DH, 50 DH e 20 DH. As moedas em uso são as de: 10 DH, 5 DH, 1 DH, e 0,50 DH.